# Калачеевский уезд
Калачеевский уезд — административно-территориальная единица Воронежской губернии РСФСР, существовавшая в 1918—1924 годах.
Калачеевский уезд с центром в селе Калач был образован в 1918 году. В его состав вошли 22 волости Богучарского уезда. Центральными властями образование уезда было утверждено лишь 4 января 1923 года.
12 мая 1924 года Калачеевский уезд был упразднён. При этом Верхнемамонская, Гнилушенская, Гороховская, Журавская и Нижнемамонская волости были переданы в состав Павловского уезда, а остальные — в состав Богучарского уезда.